# Hungarian Open 2013
L'Hungarian Open 2013 è stato un torneo di tennis facente parte della categoria ITF Men's Circuit nell'ambito dell'ITF Men's Circuit 2013 e dell'ITF Women's Circuit nell'ambito dell'ITF Women's Circuit 2013. Sia il torneo maschile che quello femminile si sono giocati a Budapest in Ungheria dal 30 settembre al 6 ottobre 2013 su campi in terra rossa.

## Vincitori

### Singolare maschile
Piotr Gadomski ha battuto in finale  Filip Krajinović con il punteggio di 6–4, 6(4)–7, 6–3

### Doppio maschile
Moritz Baumann /  Marek Michalicka hanno battuto in finale  Piotr Gadomski /  Błażej Koniusz con il punteggio di 7–5, 6–3

### Singolare femminile
Kateřina Siniaková ha battuto in finale  Alberta Brianti con il punteggio di 3–6, 6–2, 6–1

### Doppio femminile
Timea Bacsinszky /  Xenia Knoll hanno battuto in finale  Réka-Luca Jani /  Veronika Kapšaj con il punteggio di 7–6(3), 6–2